# Rhyacia decorata
Rhyacia decorata är en fjärilsart som beskrevs av Otto Staudinger 1881. Rhyacia decorata ingår i släktet Rhyacia och familjen nattflyn. Inga underarter finns listade.